# ياكوب هاينرش ويلهلم ليمان
ياكوب هاينرش ويلهلم ليمان (بالألمانية: Jacob Heinrich Wilhelm Lehmann)‏ هو عالم فلك ألماني، ولد في 3 يناير 1800 في بوتسدام في ألمانيا، وتوفي في 17 يوليو 1863 في شبانداو في ألمانيا.